# Тоні Далтон
Альваро Луїс Бернат Далтон, більш відомий як Тоні Далтон (ісп. Alvaro Luis Bernat Dalton, Tony Dalton, нар. 13 лютого 1975, Ларедо, Техас, США) — американський актор театру і кіно, продюсер і сценарист, який зробив кар'єру у мексиканському кінематографі.

## Біографія
Народився 13 лютого 1975 року в Ларедо.
Після закінчення середньої школи вступив до Інституту театру і кіно Лі Страсберга в Нью-Йорку, пізніше переїхав до Мехіко і почав зніматися в мексиканському кінематографі.
Усього взяв участь у більш ніж 30 роботах у кіно та телесеріалах як актор.

## Фільмографія
| Рік       |    | Українська назва                   | Оригінальна назва                      | Роль                  |
| --------- | -- | ---------------------------------- | -------------------------------------- | --------------------- |
| 1997      | ф  | Мінотавр                           | Minotaur                               | студент коледжу       |
| 2000      | с  | Рамона                             | Ramona                                 | Том                   |
| 2000      | с  | Моя доля - це ти                   | Mi destina eres tu                     | безіменна роль        |
| 2001      | с  | Жінка, випадки з реального життя   | Mujer, casos de la vida real           | безіменна роль        |
| 2002      | с  | Клас 406                           | Clase 406                              | Даго Гарсія           |
| 2004      | ф  | Обрубуючи кінці                    | Matando Cabos                          | Хав'єр «Жак»          |
| 2004—2006 | с  | Бунтарі                            | Rebelde                                | Гастон Дієстро        |
| 2005      | кф | Спрямувати погляд                  | Volver, volver                         | Алекс Куіроз          |
| 2006      | ф  | Алебастрова жінка                  | Mujer alabastrina                      | безіменна роль        |
| 2006      | ф  | Побічні ефекти                     | Efectos secundarios                    | Жерардо               |
| 2007      | с  | 13 страхів                         | Trece miedos                           | Жорж Санчес           |
| 2007      | ф  | Нальотчики                         | Sultanes del Sur                       | Карлос Санчес         |
| 2008      | ф  | Кохання біль і навпаки             | Violanchelo                            | Марко                 |
| 2008—2009 | с  | Шляхетні шахраї                    | Los simuladores                        | Маріо Сантос          |
| 2008—2010 | с  | Кападокія                          | Capadocia                              | Августо Матеас        |
| 2009      | ф  | Кохання                            | Amar                                   | Жоель                 |
| 2010      | ф  | Пекло                              | El infierno                            | грінго                |
| 2011      | ф  | Коломбіана                         | Colombiana                             | американський посол 1 |
| 2011      | с  | Дика квітка                        | Flor Salvaje                           | дон Рафаель Урієтта   |
| 2011      | ф  | Кохання не кохання                 | Amar no es querer                      | Самюель               |
| 2012      | ф  | Ранні та короткі роки Сабіни Рівас | La vida precoz y breve de Sabina Rivas | Джон                  |
| 2013—2018 | с  | Сеньйор Авіла                      | Sr. Ávila                              | Роберто Авіла         |
| 2014      | ф  | Ідеальна диктатура                 | La dictadura perfecta                  | директор телеканалу   |
| 2015      | с  | Власники раю                       | Dueños del Paraíso                     | Ренато Мальдонадо     |
| 2016—2017 | с  | Восьме чуття                       | Sense8                                 | агент Літо            |
| 2017      | ф  | Доньки Абріль                      | Las hijas de Abril                     | Альваро               |
| 2018      | ф  | Весілля Валентини                  | La Boda de Valentina                   | Адріан Коркуера       |
| 2018—2020 | с  | Краще подзвоніть Солу              | Better Call Saul                       | Лало Саламанка        |
| 2021      | с  | Соколине око                       | Hawkeye                                | Джек Дюкейн           |
| 2025      | с  | Шибайголова: Народжений наново     | Daredevil: Born Again                  | Джек Дюкейн           |
| 2025      | с  | Останні з нас                      | The Last of Us                         | Хав'є Міллер          |